# Marc Sohet
Marc Sohet (Vinalmont, Wanze, província de Lieja, 15 de juny de 1947) va ser un ciclista belga que fou professional entre 1969 i 1975.
L'èxit més important de la seva carrera fou una victòria d'etapa a la Volta a Catalunya amb final a Calafell.

## Palmarès
- 1968
  - Vencedor d'una etapa de la Volta a Lieja
- 1969
  - 1r al Gran Premi François-Faber
  - 1r a
- 1970
  - Vencedor d'una etapa de la Volta a Catalunya
  - 1r al GP Ville de Fréjus

### Resultats a la Volta a Espanya
- 1970. 42è de la classificació general
- 1971. Abandona

### Resultats al Tour de França
- 1972. 68è de la classificació general